# Айбюке Пусат
Айбюке Пусат (на турски: Aybüke Pusat) е турска актриса.

## Биография
Айбюке Пусат е родена на 21 октомври 1995 г. в Турция. Завършва балетния отдел на Държавната консерватория в Анкара. Учи дистанционно и бизнес в Анадолския университет.
През 2014 г. печели титлата „Мис Земя Турция“. Същата година трябва да участва в световния формат във Филипините през ноември, но поради актьорската си кариера не заминава.
Участва в сериала „Обещание“.
На 13 юли 2023 г. на празненство, организирано от турското списание "ELLE" обявява връзката си с екранния си партньор от "Навсякъде ти" Фуркан Андъч.

## Филмография

### Сериали
| Година      | Заглавие              | Роля                |
| ----------- | --------------------- | ------------------- |
| 2014 - 2015 | Кварталът на богатите | Елиф                |
| 2015        | Beş Kardeş            | Зейнеп              |
| 2015 – 2016 | Моят живот            | Зейнеп              |
| 2016        | Familya               | Су Бейолу           |
| 2017 – 2018 | Обещание (50/84)      | Бахар Кутлу Карасу  |
| 2018        | Şahin Tepesi          | Верда Йозден        |
| 2019        | Kapi                  | Nardin              |
| 2019        | Навсякъде ти          | Селин Севeр Ерендил |
| 2020 -      | Алеф                  | Дефне Андъч         |
| 2021        | 50m2                  | Дилара Адъвар       |
| 2022        | Мечти и Животи        | Гюнеш               |
| 2022 - 2023 | Ден Нула              | Нисан               |
| 2023 -      | Разунаване            | Неслихан Ердемсой   |